# Rhagonycha anapensis
Rhagonycha anapensis es una especie de coleóptero de la familia Cantharidae.

## Distribución geográfica
Habita en Rusia.